# گلخون
گردخون، روستایی در حاشیه‌ای کلانشهر شیراز در استان فارس ایران است.

## جمعیت
این روستا در دهستان کفترک قرار دارد و براساس سرشماری مرکز آمار ایران در سال ۱۳۸۵، جمعیت آن ۷۳۹ نفر (۱۷۸خانوار) بوده‌است.